# Stephen Crane
Pour les articles homonymes, voir Crane.
Œuvres principales
- La Conquête du courage (1895)

Stephen Crane, né le 1er novembre 1871 à Newark, dans l'État du New Jersey, et mort le 5 juin 1900 à Badenweiler, en Allemagne, est un écrivain, poète et journaliste américain.

## Biographie
Son père, le révérend Jonathan Townley Crane, et sa mère, Mary Helen Peck Crane, entièrement dévouée aux activités de son mari au sein de l'Église méthodiste sont les parents de 14 enfants, dont 5 morts en bas âge. Le révérend J.T Crane meurt lorsque Stephen a huit ans. Sa sœur Agnès, institutrice, l'éveille à la lecture romanesque. C'est à 19 ans qu'il publie son premier essai (sur l'explorateur Henry Morton Stanley) dans le magazine de son école mais, dès l'année précédente, il aide son frère Townley à rédiger la chronique locale pour le New York Tribune.
À partir de septembre 1890, il étudie au Lafayette College, puis entre à l'université de Syracuse en 1891, mais quitte l'établissement six mois plus tard. En 1892, il commence sa carrière à New York comme journaliste indépendant. Devenu reporter correspondant pour le New York Tribune, il est renvoyé du journal qui n'a pas apprécié son compte rendu d'une manifestation ouvrière.
En 1893, il publie Maggie, fille des rues sous le pseudonyme de Johnston Smith, récit réaliste où abondent les dialogues truffés de jurons. L'œuvre fait scandale.

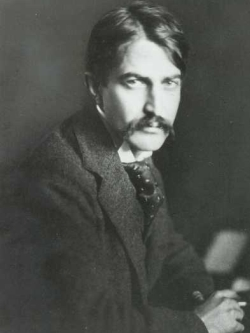
L'auteur américain en 1899.

En 1895, avec l'aide de Hamlin Garland, il publie La Conquête du courage (The Red Badge of Courage), un roman réaliste sur la guerre de Sécession vécue et observée par les yeux d'un jeune soldat. Le livre remporte un certain succès.
Il travaille à partir de 1895 comme correspondant pour plusieurs journaux et couvre différents conflits, notamment au Mexique. En 1896, alors qu'il se rend à Cuba, le bateau coule et, après 36 heures de naufrage, trois survivants parviennent à atteindre les côtes de la Floride. Crane s'inspire de cette aventure pour écrire The Open Boat and Other Tales, en 1898. Il est correspondant de guerre en Grèce et en Turquie en 1897, aux côtés de sa compagne Cora, puis à Cuba et à Porto Rico pendant la guerre hispano-américaine de 1898. Déjà malade, il s'installe avec Cora en Angleterre dans le Sussex où il fait la connaissance de Henry James et surtout de Joseph Conrad qu'il rencontre plusieurs fois.

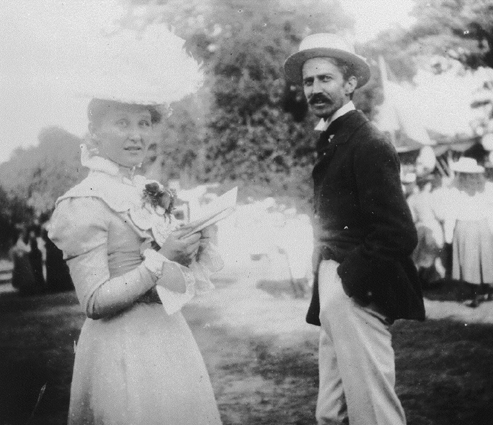
Stephen Crane et une femme (probablement sa compagne, Cora) le 23 août 1899.

Stephen Crane meurt de la tuberculose, à vingt-huit ans, à Badenweiler, en Allemagne. Il est enterré au cimetière d'Evergreen (en) à Hillside.

## Œuvre

### Romans
- Maggie: A Girl of the Streets, New York, sn, 1893, sous le pseudonyme de Johnston Smith Publié en français sous le titre Maggie, fille des rues.
- The Red Badge of Courage, New York, D. Appleton & Company, 1895 Publié en français sous le titre La Conquête du courage.
L'œuvre est adaptée au cinéma en 1951 par John Huston sous le titre La Charge victorieuse.
- George's Mother, New York, Edward Arnold, 1896
- The Third Violet, New York, D. Appleton and Company, 1897
- Active Service, New York, Frederick A. Stokes Company, 1899
- The O'Ruddy, New York, Frederick A. Stokes Company, 1903, en collaboration avec Robert Barr

### Recueils de poèmes
- The Black Riders and Other Lines, Boston, Copeland and Day, 1895 Publié en français sous le titre Les Cavaliers noirs, Paris, La Différence, coll. « Orphée » no 156, 1993
- War is Kind, New York, Frederick A. Stokes Company, 1899

### Recueil de nouvelles
- The Open Boat and Other Tales of Adventure, New York, Doubleday & McClure, 1898
- The Monster and Other Stories, New York, Harper & Brothers Publishers, 1899
- Wounds in the Rain: War Stories, New York, Frederick A. Stokes Company, 1900

### Recueils de nouvelles français
La plupart des recueils parus en France ne respectent pas le contenu des recueils originaux
- Le Signe rouge des Braves, octobre 1895, 149 pages,  (ISBN 9782824705019).
- L'Hôtel bleu, Paris, Seghers, 1963 ; rééd. Blue Hotel, Paris, Liana Levi, 2003.
- Le Bateau ouvert, Paris, Mercure de France, 1966 ; rééd. trad. fr. Pierre Leyris, Sillage, 2005 (longue nouvelle reprise, dans une nouvelle traduction, dans le recueil Un mystérieux héroïsme).
- Le Visage incendié, Bruxelles, Éditions Complexe, 1991 ; rééd. Michel Houdiard, Paris, 1998 ; rééd. Sillage, Paris, 2021  (ISBN 978-2-38141-020-3).
- Un Mystérieux héroïsme, Éditions Autrement, 1995 (trad. Daniel Depland ; 11 nouvelles tirées de 4 recueils ; préface et postface par Yves Carlet).
- L'Arpent du diable et autres choses vues, Paris, Mercure de France, 1996.